# Meduses coronades
Les meduses coronades (Coronatae) són un ordre de cnidaris de la classe Scyphozoa, la característica més evident de les quals és la presència d'un solc coronal o circular que divideix la seva ombrel·la en dues parts.

## Famílies
L'ordre Coronatae inclou set famílies:
- Família Atollidae Hickson, 1906
- Família Atorellidae Vanhöffen, 1902
- Família Linuchidae Haeckel, 1880
- Família Nausithoidae Haeckel, 1880
- Família Paraphyllinidae Maas, 1903
- Família Periphyllidae Haeckel, 1880